# Tanzania en los Juegos Olímpicos de México 1968
Tanzania estuvo representada en los Juegos Olímpicos de México 1968 por cuatro deportistas masculinos que compitieron en dos deportes.
El equipo olímpico tanzano no obtuvo ninguna medalla en estos Juegos.